# Lekkoatletyka na Letnich Igrzyskach Olimpijskich 1904 – bieg na 100 metrów
Bieg na 100 metrów podczas igrzysk olimpijskich w 1904 w Saint Louis rozegrano 3 września 1904 na stadionie Francis Field należącym do Washington University (zarówno eliminacje, jak i finał). Startowało 11 lekkoatletów z 3 państw. Przeprowadzono trzy biegi eliminacyjne, z których dwóch najlepszych zawodników awansowało do finału.

## Rekordy
| Rekord świata     | 10,8 | Luther Cary  | Paryż (Francja)      | 4 lipca 1891  |
| Rekord olimpijski | 10,8 | Frank Jarvis | wariant=45 (Francja) | 14 lipca 1900 |

## Eliminacje

### Bieg 1
| Poz. | Zawodnik         | Kraj              | Wynik    | Uwagi |
| ---- | ---------------- | ----------------- | -------- | ----- |
| 1.   | Archie Hahn      | Stany Zjednoczone | 11,4     | Q     |
| 2.   | Lawson Robertson | Stany Zjednoczone | nieznany | Q     |
| 3.   | Béla Mező        | Węgry             | nieznany |       |

### Bieg 2
| Poz. | Zawodnik           | Kraj              | Wynik    | Uwagi |
| ---- | ------------------ | ----------------- | -------- | ----- |
| 1.   | William Hogenson   | Stany Zjednoczone | 11,6     | Q     |
| 2.   | Frederick Heckwolf | Stany Zjednoczone | nieznany | Q     |
| 3.   | Bobby Kerr         | Kanada            | nieznany |       |
| 4.   | Myer Prinstein     | Stany Zjednoczone | nieznany |       |

### Bieg 3
| Poz. | Zawodnik           | Kraj              | Wynik    | Uwagi |
| ---- | ------------------ | ----------------- | -------- | ----- |
| 1.   | Nathaniel Cartmell | Stany Zjednoczone | 11,4     | Q     |
| 2.   | Fay Moulton        | Stany Zjednoczone | nieznany | Q     |
| 3.   | Clyde Blair        | Stany Zjednoczone | nieznany |       |
| 4.   | Frank Castleman    | Stany Zjednoczone | nieznany |       |

## Finał
| Poz.   | Zawodnik           | Kraj              | Wynik    | Uwagi |
| ------ | ------------------ | ----------------- | -------- | ----- |
| złoto  | Archie Hahn        | Stany Zjednoczone | 11,0     |       |
| srebro | Nathaniel Cartmell | Stany Zjednoczone | 11,2     |       |
| brąz   | William Hogenson   | Stany Zjednoczone | 11,2     |       |
| 4.     | Fay Moulton        | Stany Zjednoczone | nieznany |       |
| 5.     | Frederick Heckwolf | Stany Zjednoczone | nieznany |       |
| 6.     | Lawson Robertson   | Stany Zjednoczone | nieznany |       |

Hahn objął prowadzenie na starcie. Po 20 metrach wyprzedzał rywali o 3 metry. Cartmell wystartował wolno i po 40 metrach był ostatni, ale dzięki dobremu finiszowi zajął 2. miejsce. Na mecie był pół metra za Hahnem. Był to trzeci złoty medal olimpijski Hahna.